# 臺北市氣候變遷因應推動會
臺北市氣候變遷因應推動會，2004年成立，是臺北市政府所屬的任務編組，主任委員由臺北市市長兼任。

## 歷史
行政院為了加強保護環境生態、保障社會公平正義、促進經濟發展、建設綠色矽島，於1997年八月設置行政院國家永續發展委員會，指派行政院政務委員擔任主任委員；1999年四月，永續會提升主任委員由行政院副院長兼任。2002年五月，行政院院長游錫堃有感於永續發展對台灣的重要性，指示永續會進行改組並兼任永續會主任委員，副主任委員由行政院副院長兼任，並聘請政府相關部會首長、專家學者及民間團體代表擔任委員。此外，為強化永續會之執行力，增設執行長一人，由行政院政務委員兼任，以協調部會間意見及督導永續發展工作之推動；永續會下置八個工作分組，由相關部會召集。
2002年12月11日，總統令公布《環境基本法》，該法第二十九條「行政院應設置國家永續發展委員會，負責國家永續發展相關業務之決策，並交由相關部會執行，委員會由政府部門、學者專家及社會團體各三分之一組成」，給予永續會法定位階。永續會自2002年起，基於中華民國現況，參考全球趨勢與高峰會永續發展行動計畫，規劃中華民國推動永續發展計畫架構，包括任務、理念、工作項目、具體工作內容、主協辦機關及執行期限等，並廣泛邀請專家學者研商，及舉辦公開研討會以集思廣益，擬定完成「永續發展行動計畫」，做為廿一世紀初期中華民國以行動實踐永續發展之依據。本計畫之具體工作項目共計二百六十四項，其中一百三十項規劃於2003年十二月完成或進行重點查核，以配合「台灣永續元年」之推動。
2003年12月26日，臺北市政府訂頒《臺北市永續發展委員會設置要點》。臺北市永續發展委員會在體制下可分成7組，分別是永續願景組、水土資源組、產業生物組、永續交通組、永續社區組、永續教育組和國際環保組。永續願景組由都市發展局主辦，水土資源組由工務局主辦，產業生物組由產業發展局主辦，永續交通組由交通局主辦，永續社區組由民政局主辦，永續教育組由教育局主辦，國際環保組由環境保護局主辦。
2019年已改組為「臺北市氣候變遷因應推動會」，由環境保護局負責推動。

## 外部連結
- 臺北市氣候變遷因應推動會 （页面存档备份，存于）